# My Worlds Acoustic
My Worlds Acoustic ist das erste Remixalbum des kanadischen Sängers Justin Bieber. Es erschien am 26. November 2010 und ist ausschließlich in Nord- sowie Südamerika erhältlich. Seit dem 8. Februar 2011 ist es auch im iTunes Store erhältlich. Eine internationale Version, bei der alle Lieder dieser Veröffentlichung neben einigen weiteren Titeln ebenfalls vorhanden sind, wurde am 19. November 2010 unter dem Namen „My Worlds: The Collection“ veröffentlicht. Zunächst war das Album exklusiv bei Walmart und Sam’s Club erhältlich.

## Hintergrund
Am 18. Oktober 2010 verkündete Bieber auf seiner Twitter-Seite Pläne für ein Akustik-Album, welches Unplugged-Versionen seiner Lieder und einen neuen Song beinhalten solle und in der Weihnachtszeit veröffentlicht werden würde. Wenige Tage später, am 24. Oktober 2010, gab er als Erscheinungsdatum den 26. November bekannt. Als Grund für die Veröffentlichung nannte Bieber, dass er „all den Hassern beweisen wolle, dass er singen könne“. Durch ein akustisches Album könne man seine Stimme schließlich besonders gut wahrnehmen. Zudem wolle er mit dieser Veröffentlichung beweisen, dass er „die Fähigkeiten dazu besitze, eine lange und erfüllte Karriere zu haben“.
Um dieses Album und auch seinen damals bevorstehenden Kinofilm Justin Bieber: Never Say Never zu bewerben, drehte Bieber zu der Akustikversion des Liedes „Never Say Never“ ein Musikvideo.

## Titelliste
Acht der zehn Lieder sind in einer Akustik-Version auf der CD vorhanden. Der Song „Favorite Girl“ ist eine Live-Version, der Titel „Pray“ ist ein neues Lied des Sängers, welches in einer herkömmlichen Studiofassung auf dem Album ist.
| #   | Titel                               | Songwriting                                                                            | Produktion                         | Länge |
| --- | ----------------------------------- | -------------------------------------------------------------------------------------- | ---------------------------------- | ----- |
| 1.  | One Time                            | Christopher Stewart, Terius Nash, James Bunton, Corron Cole, Thabiso Nkhereanye        | Dan Kanter, Rob Wells, Kuk Harrell | 3:06  |
| 2.  | Baby                                | Justin Bieber, Christopher Stewart, Terius Nash, Christina Milian, Christopher Bridges | Dan Kanter, Rob Wells, Kuk Harrell | 3:35  |
| 3.  | One Less Lonely Girl                | Ezekiel Lewis, Balewa Muhammad, Sean Hamilton, Hyuk Shin, Usher Raymond IV             | Dan Kanter, Rob Wells, Kuk Harrell | 3:57  |
| 4.  | Down to Earth                       | Justin Bieber, Kevin Risto, Waynne Nugent, Mason Levy, Carlos Battey, Steven Battey    | Dan Kanter, Rob Wells, Kuk Harrell | 4:03  |
| 5.  | U Smile                             | Justin Bieber, Jerry Duplessis, Arden Altino, Dan August Rigo                          | Dan Kanter, Rob Wells, Kuk Harrell | 3:16  |
| 6.  | Stuck in the Moment                 | Justin Bieber, Dan August Rigo Jonathan Yip, Ray Romulus, Jeremy Reeves                | Dan Kanter, Rob Wells, Kuk Harrell | 3:18  |
| 7.  | Favorite Girl (live)                | Antea Birchett, Anesha Birchett, Dernst Emile II, Delisha Thomas                       | Dan Kanter, Rob Wells, Kuk Harrell | 5:09  |
| 8.  | That Should Be Me                   | Justin Bieber, Adam Messinger, Nasri Atweh, Luke Boyd                                  | Dan Kanter, Rob Wells, Kuk Harrell | 4:09  |
| 9.  | Never Say Never (feat. Jaden Smith) | Justin Bieber, Jaden Smith, Adam Messinger, Nasri Atweh, Kuk Harrell, Omarr Rambert    | Dan Kanter, Rob Wells, Kuk Harrell | 3:42  |
| 10. | Pray                                | Justin Bieber, Nasri Atweh, Adam Messinger, Omar Martinez                              | Dan Kanter, Rob Wells, Kuk Harrell | 3:32  |

## Erfolg

### Rezeption
Das Album erhielt überwiegend positive Kritiken. Lucy Jones des The Daily Telegraph sagte zum Beispiel, dass die Lieder „unbestreitbar brillante Popsong seien“. Weiterhin sagte sie, dass „das Album die Fähigkeit besitze, auch Menschen außerhalb seines ursprünglichen Publikums zu erreichen“. Mikael Wood bewertete das Album ebenfalls gut und war der Meinung, dass Bieber zwar nicht seinen bekannten Stil („Kinder-Soul-Stimme“) geändert hätte, die Akustik-Wiedergaben und auch der neue Song jedoch zuckersüße Ladung liefern würden. Letztlich bezeichnete er es als „oberflächlich“. Thomas Conneron beschrieb das „Besänftigen einiger der Popsongs mit langsameren Melodien und geduldigem Singen“ als „nicht schlecht“. Zudem dies dazu beitrüge, dass die Hörer merken könnten, wie Biebers Stimme gereift wäre. Die Rezensentin einer Review für die The Washington Post nannte das Album „das kitschigste Akustik-Album der Geschichte“.

### Charts und Chartplatzierungen
Das Album debütierte auf Platz sieben in den Billboard 200, wobei es in der ersten Woche rund 115.000-mal verkauft wurde. Damit war es Bieber drittes Top-Ten-Album in den USA innerhalb eines Jahres. Nachdem es anschließend einige Wochen in den Top 100 der US-amerikanischen Charts war, stieg es in der Woche des 26. Februar 2010 auch aufgrund der Veröffentlichung bei iTunes wieder in die Top Ten ein. Insgesamt blieb das Album 32 Wochen in den Charts. In Kanada stieg es auf Platz fünf der Charts ein und erreichte in der darauffolgenden Woche Rang vier.
| ChartsChartplatzierungen       | Höchstplatzierung | Wochen |
| ------------------------------ | ----------------- | ------ |
| Kanada (MC)                    | 4 (17 Wo.)        | 17     |
| Vereinigte Staaten (Billboard) | 7 (44 Wo.)        | 44     |

| ChartsJahrescharts (2011)      | Platzierung |
| ------------------------------ | ----------- |
| Kanada (MC)                    | 14          |
| Vereinigte Staaten (Billboard) | 29          |

### Auszeichnungen für Musikverkäufe
| Land/Region               | Auszeichnungen für Musikverkäufe (Land/Region, Auszeichnung, Verkäufe) | Verkäufe |
| ------------------------- | ---------------------------------------------------------------------- | -------- |
| Kanada (MC)               | Platin                                                                 | 80.000   |
| Vereinigte Staaten (RIAA) | Gold                                                                   | 841.000  |
| Insgesamt                 | 1× Gold · 1× Platin ·                                                  | 921.000  |

Hauptartikel: Justin Bieber/Auszeichnungen für Musikverkäufe